# Panorpa acutipennis
Panorpa acutipennis är en näbbsländeart som beskrevs av Hua 1998. Panorpa acutipennis ingår i släktet Panorpa och familjen skorpionsländor. Inga underarter finns listade i Catalogue of Life.